# Ngụy Văn Hoa
Ngụy Văn Hoa (giản thể: 魏文华; phồn thể: 魏文華; bính âm: Wèi Wénhuá; 3 tháng 1 năm 1967 – 7 tháng 1 năm 2008) là tổng giám đốc công ty xây dựng Công trình Kiến trúc Thủy lợi bị đánh đến chết ở thôn Loan Bá, thành phố Thiên Môn, tỉnh Hồ Bắc sau khi cố gắng quay phim cảnh xung đột giữa nhân viên thành quản với dân làng.

## Cái chết
Cuộc xung đột mà Ngụy cố gắng quay phim tập trung vào một bãi rác trong ngôi làng mà chính phủ Trung Quốc đang sử dụng, nơi chính quyền làng lo ngại sẽ đe dọa đến tính mạng của người dân.
Giới truyền thông Trung Quốc đưa tin rằng Ngụy đã bị một nhóm thành quản (nhân viên quản lý đô thị) gồm ba mươi người trở lên đánh đập khi anh ta cố gắng chụp ảnh những người dân làng biểu tình (bằng cách cố gắng ngăn chặn việc đổ thêm rác) bằng điện thoại di động (hiện chưa rõ Ngụy định sử dụng những bức ảnh này để làm gì). Anh ta bị đánh trong xe trong 5 phút và được tuyên bố là đã chết tại bệnh viện địa phương ngay sau đó.

## Phản ứng với cái chết
Tổng thư ký chính quyền thành phố và chỉ huy đội thành quản Tề Chính Quân đã bị sa thải sau vụ việc, sau sự phẫn nộ của công chúng và cuộc điều tra của chính phủ về cái chết của Ngụy. 24 thành viên thành quản, cũng như hơn 100 nhân viên chính phủ khác, cũng bị thẩm vấn, và 4 người đã bị giam giữ.
Theo Trần Tuấn Linh, anh rể của Ngụy, một cuộc biểu tình bên ngoài tòa thị chính Thiên Môn một ngày sau cái chết của Ngụy có tới hàng nghìn người tham gia.